# Мшана-Дольна
Мшана-Дольна (пол. Mszana Dolna) — місто в південній Польщі, на річці Раба, притоці Вісли, у західних Бескидах.
Належить до Лімановського повіту Малопольського воєводства.

## Демографія
Демографічна структура станом на 31 березня 2011 року:
|          | Загалом | Допрацездатний вік | Працездатний вік | Постпрацездатний вік |
| -------- | ------- | ------------------ | ---------------- | -------------------- |
| Чоловіки | 3735    | 942                | 2408             | 385                  |
| Жінки    | 4057    | 883                | 2325             | 849                  |
| Разом    | 7792    | 1825               | 4733             | 1234                 |